# 구룡포초등학교
구룡포초등학교는 대한민국 경상북도 포항시 남구 구룡포읍 구룡포리에 있는 공립 초등학교다.

## 학교 연혁
- 1923년 12월 4일 설립인가
- 1924년 6월 10일 창주공립보통학교 개교
- 1938년 4월 1일 창주공립심상소학교로 개칭
- 1941년 4월 1일 창주공립국민학교로 개칭
- 1946년 1월 20일 구동국민학교 분리
- 1947년 5월 10일 구룡포국민학교 교명 변경
- 1984년 3월 1일 병설유치원 개원
- 1996년 3월 1일 구룡포초등학교로 교명 변경
- 1996년 3월 1일 구룡포남부국민학교 편입
- 1998년 9월 1일 석병초등학교 본교로 통폐합
- 2010년 3월 1일 구룡포동부초등학교 편입
- 2011년 3월 1일 구동분교장 본교로 통폐합
- 2014년 3월 1일 구남분교장 본교로 통폐합
- 2014년 9월 1일 제31대 이동자 교장 취임
- 2015년 2월 13일 제89회 35명 졸업(총 졸업생수 12,288명)
- 2015년 3월 1일 초등 8학급(특수 1학급) 편성, 병설유치원 1학급 편성
- 2016년 3월 1일 제32대 원영식 교장 취임
- 2016년 3월 1일 초등 8학급(특수 1학급) 편성, 병설유치원 1학급 편성

## 학교 상징
- 교화 - 장미 : 꽃의 화려함은 여성의 아름다움과 사랑을, 그윽한 향기는 여성으로서 지녀야 할 덕목과 순결을, 그 가시는 불의를 배격하고 정의와 정열로서 자기방어를 위한 외유내강의 참된 부덕을 상징
- 교목 - 향나무
  - 싱그러움 : 굳센 의지, 강한 인내심
  - 그윽한 향취 : 고매하고 단아한 인격, 청순하고 유연한 심성도모

## 참고 자료
- 구룡포초등학교 - 한국교육학술정보원 학교알리미